# 関稔
関 稔（せき みのる、1941年8月13日 - 　）は、日本の哲学者・仏教学者。専門はインド哲学・仏教学。苫小牧駒澤大学第3代学長。北海道生まれ

## 略歴
1959年北海道士別高等学校卒業。1963年北海道大学文学部卒業。1968年北海道大学大学院文学研究科博士課程単位取得満期退学。1968年駒澤大学附属岩見沢高等学校教諭。1974年駒澤大学北海道教養部専任講師。1977年岩見沢駒澤短期大学専任講師。1977年インド・ナーランダ仏教研究所客員研究員。1978年岩見沢駒澤短期大学国文科助教授。1985年駒澤大学北海道教養部教務課長1986駒澤大学北海道教養部教授。1993年駒澤大学北海道教養部8代部長を経て、2000年苫小牧駒澤大学国際文化学部教授。2004年苫小牧駒澤大学学長。2006年同学長退任。同学長補佐。2009年苫小牧駒澤大学退職。
近藤良一の後輩に当たる。

## 著書
- 『ブッダの生涯』共訳　講談社　1985
- 『ブッダのことばⅡ～Ⅳ』共訳　講談社　1985-1986

### 論文
- INBUDS>関稔